# مگلین
شهر مگلین (به روسی: Мглин) در کشور روسیه و در اوبلاست بریانسک واقع شده‌است.